# ペッサラート・ラッタナウォンサ
ペッサラート・ラッタナウォンサ（ラーオ語: ສົມເດັຈເຈົ້າ ມຫາ ອຸປຣາຊ ເພັຊຣາຊ ຣັຕນວົງສາ / Somdej Chao Maha Uparaja Petsaraj Ratanavongsa, 1890年1月19日 - 1959年10月14日）はラオスの王族、政治家。日本占領下のルアンパバーン王国首相、ラオス王国の副王などを務めた。ラオスにおいて国民の父と讃えられている。同母弟に中立派の指導者でありラオス王国において数度にわたり首相を務めたスワンナ・プーマ、異母弟に初代ラオス人民民主共和国主席で「赤い殿下」の異名を持つスパーヌウォンがいる。

## 経歴

### 幼少期・就学期
ペッサラートは、ルアンパバーン王国の最後の副王でシーサワーンウォン国王の甥にあたるブンコンの王子として、ルアンパバーンに生まれた。中等教育をサイゴンのフランス人学校で受け、その後、パリに留学、リセ・モンテーニュ（Lycée Montaigne）とフランス海外領国立学校（Ecole nationale de la France d'Outre-Mer）に学ぶ。1912年帰国、翌年ニン・カーム・ヴェン王女と結婚し、父の通訳として働いた。

### 官僚生活: 1914年-1941年
1914年、ビエンチャンのフランス理事長官府の官吏となる。2年後フランス人知事の秘書役に昇進した。1919年父の保有していた、最高位の爵位を継ぐ。また、同年、フランス理事長官の下で、統治事務部長に任ぜられた。
彼は、官僚として以下に例示するさまざまな近代的改革に取り組んだ。
- 公務員の職級や役職、昇進及び年金制度の確立
- 国王の諮問団を改組しラオス諮問議会の創設
- 仏教僧侶らの行政制度を再構成し、パーリ語で僧侶を教育するための学校制度を確立
- 法律行政学院を設立し、新人の役人（Samien）を訓練し、その後、Phouxouei、Chao Meuang、Chao Khouengと昇進する仕組みの導入
- 民事刑事の司法制度の創設

1940年9月末ごろ、タイ首相プレーク・ピブーンソンクラームよりノーンカーイ県副知事のサワイ・サワイサニャコーン少佐を介して極秘に協力要請を受けた際、ペッサラートはメコン左岸の別の国家を容認したうえでタイとの連邦国家を形成する事、イーサーンの人間はラーオ人と同胞なので戦闘には参加させず、戦闘はタイ人とフランス人の間だけで行う事、の2条件を示した。

### ラーオ・イサラ運動と亡命生活: 1941年-1957年
日本軍の進駐前後においては、ラオ族の実質的な代表としての役割を負った。日本軍の影響下、1941年副王の地位に就き、ラオスとヴェトナムで、フランス植民地時代の役人を取り替えようと試みたが、ベトナムにおいては、地元のプロレタリアートからの抵抗があまりにも強く失敗した。また、1944年、カタノーン・スワンナキリー旅団司令官にタイを攻撃させたがうまくいかず、結局、沙汰止みとなっている。
1945年4月、仏印処理に伴いラオスは独立、8月終戦に伴い旧体制に戻そうとする国王シーサワーンウォンを諌め独立を維持しようとしたが説得できず、抗仏民族組織ラーオ・イサラを組織、10月臨時政府を樹立し大統領に就任した。しかし、フランスの再攻勢に抗しきれず、翌年タイに逃れ、亡命政権を指導した。  

### ラオスへの復帰: 1957年-1959年

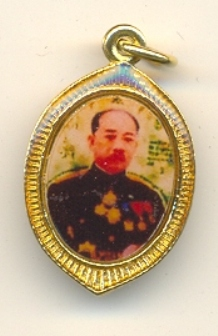
ラオスで販売されているお守り。ペッサラート・ラッタナウォンサの肖像画が描かれている。

1953年フランス･ラオス友好条約締結後、ラオス王国の完全独立が認められた後、ラオスは右派と左派及び中立派の争いで混乱したが、1956年頃から和解の気運が見られるようになり、1956年3月21日、弟スワンナ・プーマが民族和解と中立主義を掲げ首相に就任、同年7月31日より、プーマ首相は、共産勢力パテート・ラーオ代表を務める異母弟スパーヌウォンとの間で、パテート・ラーオの王国政府への統合について、交渉を始めた。交渉の進展により、同年末までに、いくつかの合意が成立した。この環境下、ペッサラートの亡命からの帰還が企図された。
1957年3月、熱狂的な歓迎を受けビエンチャンに帰還、同年4月10日、ルアンパバーンを訪れた際には、市民・官吏・警官・軍人の膨大な群衆に迎えられた。4月16日シーサワーンウォン国王に表敬訪問を行い、そこで、副王の地位を回復した。12月にはサムヌアとポンサーリーを訪問している。これは、この地域が、スパーヌウォンの指揮するパテート・ラーオの本拠地であり、それがラオス政権に統合されたことを象徴するものであった。
ビエンチャンの公邸に居住することを勧められたが、彼は、ルアンパバーンの邸宅で、タイ人の妻モム・アピポーンとともに過ごすことを好んだ。1959年10月初頭プイ・サナニコーン政権はペッサラートのビエンチャン公邸を新首相官邸に転用することとし、それを接収すると、ペッサラートの私物を船でルアンパバーンに送った。そのことは、非常に彼を動揺させ、10月14日脳内出血で倒れ入院、フランス人医師による手術を受けるも、手遅れとなり、意識を回復することなく69歳で没した。
彼の世俗的な人気と一種の神霊力（サクシット）から、多くのラオスの民衆は、家に彼の肖像を掲げている。

## 参考
- Sila Viravong: Chao Phetcharat - Strong Man of Kingdom of Laos, Thai Translation by Sommai Premjit, Matichon Press, BE 2542 (AD 1999), ISBN 974-321-465-8
- Søren Ivarsson and Christopher E. Goscha: Prince Phetsarath (1890–1959): Nationalism and Royalty in the Making of Modern Laos, Journal of Southeast Asian Studies (2007), 38: 55-81, Cambridge University Press